# 유한식
유한식(兪韓食, 1949년 6월 20일 ~ )은 대한민국의 정치인이다. 민선 5기 초대 세종특별자치시장이다.

## 학력
- 1962년 연서국민학교 졸업
- 1965년 조치원중학교 졸업
- 1968년 대전고등학교 졸업
- 1975년 충북대학교 축산학과 학사
- 2012년 홍익대학교 산업대학원 경영정보학 석사

## 경력
- 농촌진흥청 기술공보담당관
- 1977년 6월 연기군농촌지도소 근무
- 1992년 3월 농촌진흥청 농촌지도관
- 1994년 1월 ~ 1997년 5월 충청남도청 농촌진흥원 사회지도과장
- 1997년 5월 ~ 2006년 2월 충청남도 연기군청 농업기술센터 소장
- 2008년 10월 ~ 2012년 2월 제35·36대 충청남도 연기군수(민선 4·5기, 자유선진당, 재선)
- 2012년 7월 ~ 2014년 6월 제1대 세종특별자치시장(민선 5기, 자유선진당→선진통일당→새누리당, 초선)
- 2015년 2월 ~ 2015년 7월 새누리당 세종특별자치시당 조직위원회 위원장
- 2015년 7월 새누리당 세종특별자치시당 위원장
- 2016년 1월 ~ 2018년 1월 한국농어촌공사 감사

## 논란
2014년 4월 16일 발생한 세월호 참사로 인한 여파 속에서 유한식이 술자리에 참석하였다는 것이 알려지며 논란을 빚었다.이에 새누리당의 민현주 대변인은 그해 3일 후인 19일에 유한식을 윤리위원회에 회부하여 조사하겠다고 밝혔다.

## 역대 선거 결과
|  | 31.41% |

|  | 11.28% |

|  | 51.94% |

|  | 52.96% |

|  | 41.73% |

|  | 42.21% |

## 같이 보기
- 세종특별자치시장
- 연기군수